# リエージュ
リエージュ（またはリエージュ語なまりで「リエーシュ」という）は、ベルギー東部ワロン地域のリエージュ州にある工業都市で、同州の州都である。ベルギー第5の都市。表記はフランス語で Liège（1946年以前はLiége）[ljɛʒ] ( 音声ファイル)、ワロン語でLîdje [liːtʃ] ( 音声ファイル)、オランダ語でLuik [lœyk] ( 音声ファイル)、ドイツ語でLüttich。愛称「灼熱の・燃える都市」か「熱烈な・熱心な都市」（仏: la Cité ardente）というも。

## 概要
オランダおよびドイツとの国境に近く、ムーズ川に臨む。人口185,574人、面積69.39 km²（2005年1月1日現在）で、リエージュ都市圏全体の人口は60万人ほど。交通の要衝で、ワロン地域の中心都市である。中世にはリエージュ司教領の首都として栄えたため、古都とも呼ばれる。日本人がベルギーワッフルと呼ぶリエージュ式ワッフル発祥の地でもある。

## 歴史

### 中世初期
この地はローマ帝国時代に既に移住者がいたが、リエージュが記録に現れるのは558年のレウディクス村（Vicus Leudicus）としてである。705年頃、聖ランベルトゥス（St. Lambertus）は異教徒の改宗を完了した。しかし、彼はリエージュにおいて殺害され、その後、一般に殉教者とみなされるようになった。
聖ランベルトゥスの遺骸を祭るために、彼の後継者である、フーベルトゥス（Hubertus; ?-727）は都市の中心的な建物となるバシリカを建設し、その近くに司教の住居を置いた。2世紀後に、都市はリエージュ司教領の首都となり、その国は985年から1794年まで続いた。881年のノルマン人来襲によって荒廃した市の復興に努めた、最初の司教領主であるノトガー（Notger, Notker; 972-1008）は、都市を知的で宗教的な中心地に変えた。これによりリエージュは、中世の間、文化的な重要性を維持した。11世紀初頭、周壁内の面積は25haであった。教皇クレメンス6世はアヴィニョンの教皇の宮廷で演奏を行うための音楽家を何人か連れてきた。それにより、宗教界で音楽の練習を行うことが認められた。
リエージュは沢山の教会で有名であり、その中で最も古いものが、682年からある聖マルタン教会である。リエージュは、名目上は神聖ローマ帝国の一部であったが、実際には、かなりの独立性を有していた。

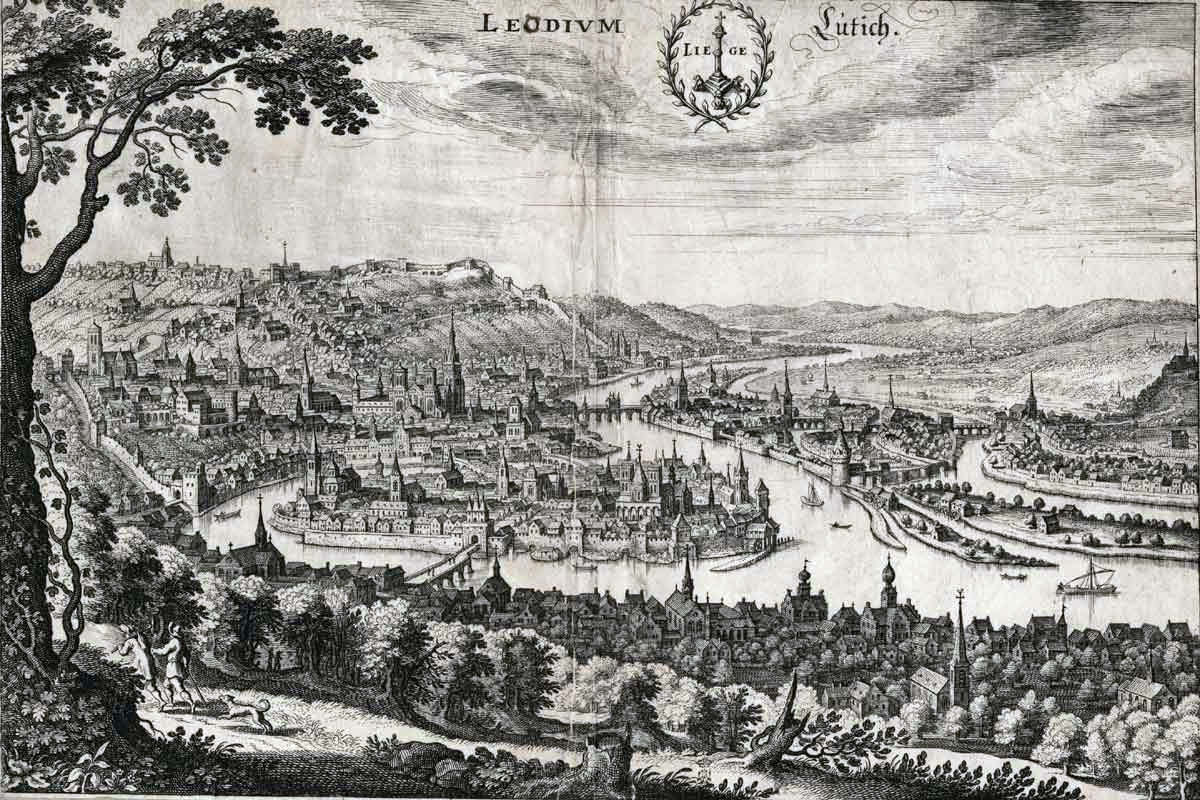
1650年のリエージュの地図

### 中世後半から17世紀
中世後半となると、何世紀にも渡り、リエージュの戦略的な地位の上昇のため、軍事的な目標となったり、反乱が頻繁に発生したりした。そのため、比較的早くから、都市の西側を見渡すことが可能な急な丘の上に城が建築された。
叙任権闘争の時期、「リエージュの司教オトベールは、自分の息子に圧迫されたハインリヒ4世を迎え入れ、4世はリエージュを拠点として反抗を組織している。リエージュ市民の援軍に支えられて、ハインリヒ4世は、ヴィゼの近くでハインリヒ5世がムーズ川を渡ろうとするのを撃退する」。1119年リエージュで2人の司教が対立した。「その際リエージュの教会のミニステリアーレと、リエージュの市民とは別々の立場をとった」。
司教Albert II. von Kuik（1194-1200）は市民に「自由」（libertates）を保証した。1230年ころには、カロリング朝にまで遡ると思われる「参審団」（Schöffenkolleg）と並んで、市の統治を行う「誓約団体」（jurés）も登場する。
13世紀には、新しい周壁（fermeté）が築かれ、その内部の面積は196 haとなったが、この状態は19世紀に至るまで変わらなかった。
1345年に、リエージュの市民は、当時の統治者であった司教君主ラ・マルクのエンゲルベルト（Engelbert de la Marck）に反乱を起こし、軍勢を都市の近くで破った。ブルゴーニュからの支配に対する反乱の後、1468年にフランスのルイ11世と、ヴァロワ＝ブルゴーニュ家のシャルル突進公は、奇襲の成功とその後の戦闘により、リエージュを占領し、都市を大きく破壊した。リエージュは、公式には神聖ローマ帝国の一部であった。1477年以後、都市はハプスブルク家の、1555年以降はスペイン・ハプスブルク家の支配を受けた。しかし、実務的な支配はその司教君主が行っていた。ラ・マルクのエラール（Erard de la Marck, 1506年 - 1538年）の統治は、リエージュにおけるルネッサンスの発生と同時期であった。対抗改革の間に、リエージュの教区は分割され、次第に宗教的な国家としてのその役割を失った。17世紀には、司教君主がバイエルンのヴィッテルスバッハ家からやって来た。彼らは、ケルンと神聖ローマ帝国の北にある他の司教領を統治した。この時期になると、周囲の豊富な地下資源に支えられ、鉄の精錬や金属加工が盛んになった。当時の大商人ジャン・クルティウスは、火薬や明礬（みょうばん）を輸出して巨益をあげている。

### 18世紀から第一次世界大戦
スペイン継承戦争中の1702年、イギリス軍総司令官マールバラ公ジョン・チャーチルはバイエルンの司教君主と同盟軍のフランス軍統治下のリエージュを占領した。18世紀の中ごろ、フランスの百科全書派の考えがリエージュに広まり始めた。ヘンズブレヒのフランソア・シャルル(Bishop de Velbruck、1772年～1784年)は布教を奨励し、これは、リエージュ革命の元となった。このリエージュ革命は、1789年8月18日に司教都市において発生した。1794年のフランス革命戦争で、フランス軍は都市を占領し、強硬な反宗教的な体制を押しつけた。そして、聖ランバートの大きな大聖堂を破壊した。1801年に司教君主と言う不自然な地位に関して、ナポレオン・ボナパルトと教皇ピウス7世によるコンコルダートにより廃止が確約された。1815年に、フランスはリエージュをウィーン会議により失い、ネーデルラント連合王国が恩賞として手に入れた。ネーデルラントの支配は1830年まで続き、独立革命により、カトリックを宗教とするベルギーの一部となった。この後、リエージュは主要な工業都市として発達し、ヨーロッパで最初に、大規模な鉄鋼生産が行われるようになった。

リエージュの防備は1880年代にアンリ・アレクシ・ブリアルモン(Henri Alexis Brialmont)により再設計された。これは、都市の周りに12個の要塞のネットワークを構築し、深層防御を可能とした。これは、1914年、ドイツ軍がフランスへのルートとして、ミューズ川とアルデンヌを通り抜けるという、シュリーフェン・プランを使用した際に大きな障害となった。1914年8月5日、侵攻したドイツ軍はリエージュに到達した。
そこでは、ジェラール・ルマン（Gérard Leman）将軍の元、3万人の将兵が防衛をしていた（リエージュの戦いを参照）。要塞は、最初約10万の兵士により攻撃されたが、その攻撃は失敗した。その後、ドイツ軍の42cmビッグバーサ榴弾砲による5日間の砲撃によって破壊された。主要な要塞に隣接する地下のトンネルにおける換気の設計に問題があり、砲弾の直撃が大爆発を引き起こし、ベルギー軍の降伏を引き起こした。ベルギー軍の抵抗は予想より短かったが、そこでの12日間の浪費はフランスへのドイツ軍の侵攻において大きな問題となった。都市は終戦までドイツにより占領された。リエージュは1914年にその防御戦闘に対する栄誉としてレジオンドヌール勲章を受けた。

### 第二次世界大戦から今日まで
ドイツ軍は1940年に再度侵攻してきた。このときは、たった3日で要塞を占拠した。ほとんどのユダヤ人は、ユダヤ人に同情している人々の助けにより助けられた。同様にユダヤ人の子供たちはいくつもの修道院に隠された。ドイツ軍の支配は、1944年9月にアメリカ陸軍により駆逐されたが、リエージュは解放されてから終戦までの間1500発程度のV1飛行爆弾や、V2ロケットによる攻撃を受けた（発射された数自体はV1が計3,141発、V2が27発とされる）。
戦後、リエージュはその鉄鋼産業の崩壊の影響を受けた。これは、高い失業率と社会的な緊張を引き起こした。1961年1月、不満を持つ労働者が暴動を起こし、リエージュ＝ギユマン駅に損害を与えた。このようにリエージュは社会主義者の街としても知られている。1991年に前首相であった急進的な社会主義者であるアンドレ・クールス(André Cools)が街の駐車場で銃撃された。クールスの死後、多くの人々はこの暗殺が中央政府の社会党を覆っている汚職スキャンダルと関連があると考えていた。2004年に、クールスの殺人の容疑で、2人の男性が懲役20年の判決を受けた。リエージュは近年、欧州連合に加入し国境が撤廃されたことと、鉄鋼価格の高騰、管理体制の改善により経済的な回復の兆しを示している。ショッピングセンターがいくつか建築され、多数が修繕された。

## 交通
- リエージュ＝ギユマン駅　リエージュ市内の拠点駅。
- リエージュ空港

## 経済
産業としては特に製鉄業が盛ん。

## 観光

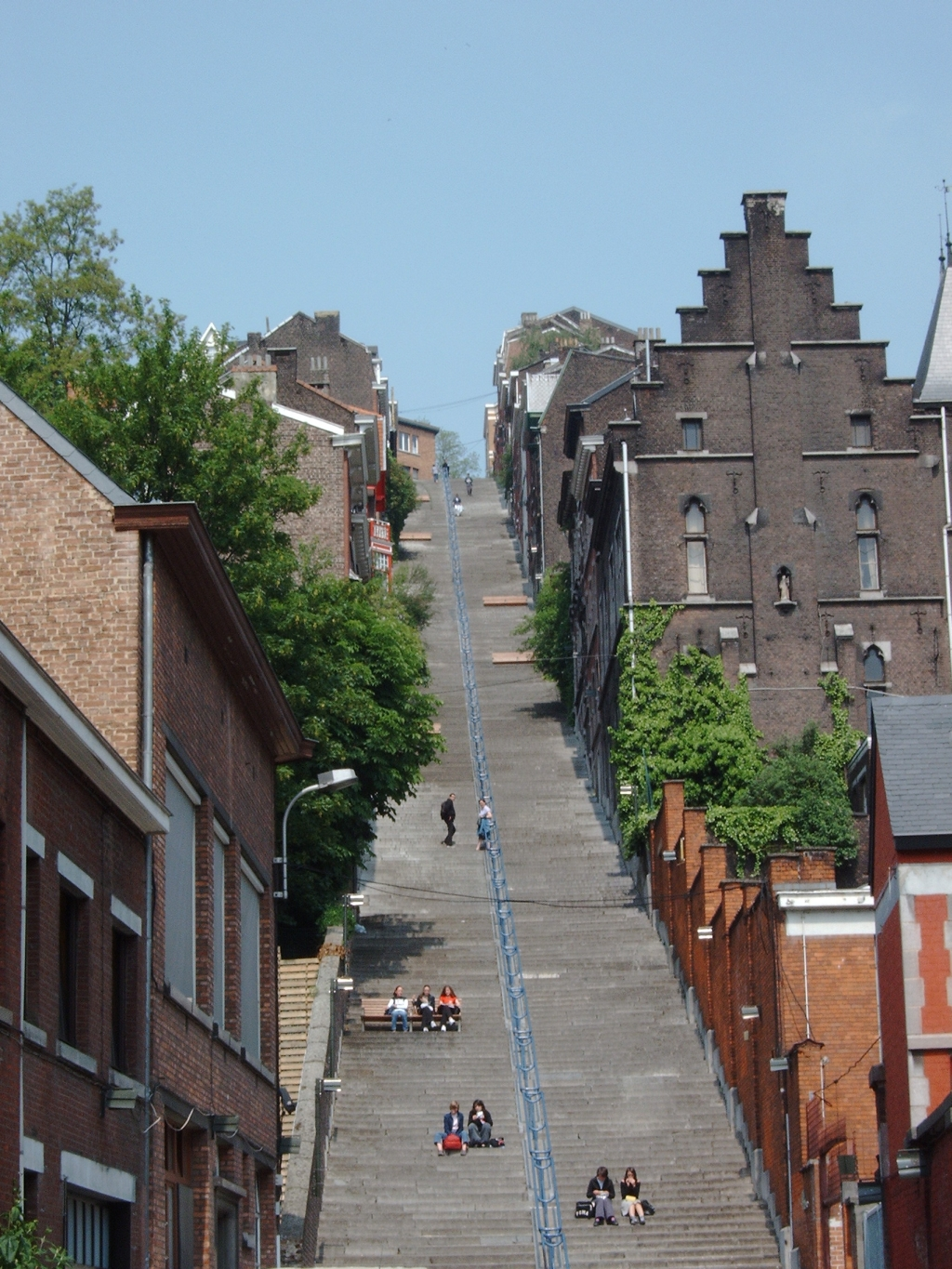
ビューラン山

- 君主司教宮殿
- 聖パウロ大聖殿
- 聖ヤコブ教会
- 聖バルトロマイ教会
- ビューラン山

## スポーツ
- サッカークラブ、スタンダール・リエージュの本拠地。
- 1892年から催され、最も歴史ある自転車レースと言われるリエージュ～バストーニュ～リエージュのスタート及びゴール地点

## 出身有名人
- アンドレ＝エルネスト＝モデスト・グレトリ（作曲家、1741-1813）
- セザール・フランク（作曲家、1822-1890）
- ウジェーヌ・イザイ（ヴァイオリニスト、作曲家、1858-1931）
- ジョルジュ・シムノン（推理作家、1903-1989）
- ジャン＝ピエール&リュック・ダルデンヌ（映画監督）
- ジャン＝ミッシェル・セイブ（卓球選手）
- ジュスティーヌ・エナン（テニス選手）
- アクセル・エルベレ（プロバスケットボール選手・ベルギー代表）
- ヴィンセント・ラダーメッカ（レーサー）

## 姉妹都市
- リール、フランス
- ナンシー、フランス
- トリノ、イタリア
- アーヘン、ドイツ
- ケルン、ドイツ
- エシュ＝シュル＝アルゼット、ルクセンブルク
- マーストリヒト、オランダ
- ロッテルダム、オランダ
- ポルト、ポルトガル
- クラクフ、ポーランド
- プルゼニ、チェコ
- ヴォルゴグラード、ロシア
- ケベック、カナダ
- ラマッラー、パレスチナ
- ルブンバシ、コンゴ民主共和国
- サンルイ、セネガル
- タンジェ、モロッコ[6]